# 蘇薩 (昆迪納馬卡省)
5°30′N 73°50′W / 5.500°N 73.833°W

蘇薩（西班牙語：Susa），是哥倫比亞的城鎮，位於該國中部昆迪納馬卡省，距離首都波哥大128公里，始建於1600年2月21日，面積86平方公里，海拔高度2,855米，2005年人口9,788。